# Foreste miste della Manciuria
Le foreste miste della Manciuria sono un'ecoregione dell'ecozona paleartica, definita dal WWF (codice ecoregione: PA0426), situata nell'Asia orientale, nel punto dove convergono i confini di Corea, Cina e Russia.

## Territorio
Questa regione di basse colline e montagne della Cina nord-orientale ospita uno degli ecosistemi forestali più diversificati dell'Asia nord-orientale. Vi si trovano due ecoregioni. Le foreste miste della Manciuria occupano le aree collinari più basse che si estendono a nord della parte settentrionale della penisola coreana, attraverso le province cinesi di Jilin e Liaoning e, ancora più oltre, fino all'Heilongjiang e alla regione del fiume Amur dell'Estremo Oriente Russo. Questa ecoregione circonda le ampie vallate fluviali della Cina nord-orientale, le pendici orientali della catena del Grande Khingan, quelle meridionali e occidentali del Piccolo Khingan, e l'estesa regione collinare dei monti Changbai alla base della penisola coreana. Le foreste miste dei monti Changbai comprendono le regioni montuose più elevate della catena, dove le foreste sono dominate dalle conifere e il paesaggio comprende prati alpini e pendici rocciose.
Il clima di questa ecoregione è determinato dalle influenze continentali dell'Asia interna, prevalenti durante l'inverno, e da quelle monsoniche che giungono dal Pacifico occidentale, che apportano precipitazioni sull'area durante l'estate. Gli inverni sono lunghi, freddi e relativamente secchi, con temperature medie di gennaio comprese tra i -15 e i -20 °C. Su tutta la regione cadono in media tra i 500 e i 1000 mm di pioggia all'anno, concentrate prevalentemente in estate e autunno.

## Flora
Se paragonate alle foreste decidue del sud, le foreste miste della Manciuria sono caratterizzate da un maggior numero di conifere, dato il clima invernale più rigido che caratterizza questa ecoregione.
Le foreste comprese tra i 500 e i 1000 m di altitudine comprendono sia specie di conifere che di latifoglie. Tra le conifere ricordiamo il pino coreano (Pinus koraiensis), una specie dal tronco diritto che può raggiungere un'altezza di 35–40 m, l'abete di Manciuria (Abies holophylla) e il peccio siberiano (Picea obovata). P. obovata è un parente stretto di P. abies, specie ampiamente diffusa in tutta l'Eurasia settentrionale. Tra le latifoglie vi sono querce (Quercus mongolica), frassini (Fraxinus mandshurica), tigli (Tilia amurensis), betulle (Betula schmidtii), olmi (Ulmus laciniata), aceri (Acer spp.) e noci (Juglans mandshurica). Tra gli arbusti figurano il nocciolo del Giappone (Corylus sieboldiana) e, nelle zone di bassa quota del settore meridionale dell'ecoregione, la Lespedeza bicolor.
Le foreste lungo il versante orientale del Grande Khingan presentano una composizione differente. Tra le latifoglie qui presenti vi sono betulle (Betula platyphylla), pioppi (Populus spp.), salici (Salix rorida) e querce della Mongolia (Quercus mongolica). Le foreste di conifere, dominate dal pino silvestre (Pinus sylvestris), si sviluppano in luoghi caratterizzati da un suolo più sabbioso.
Tra le specie che crescono sul suolo della foresta ricordiamo il ginseng (Panax ginseng), una pianta medicinale molto richiesta, attualmente divenuta molto rara, e molte altre erbacee, come Oxalis acetosella, Phryma leptostachya, Thalictrum filamentosum, Adiantum pedatum, Asarum sieboldii, Polystichum tripteron, Oplopanax elatus e Kalopanax septemlobus. Agli inizi del XX secolo, Panax ginseng cresceva nella Cina nord-orientale e nelle aree settentrionali della penisola coreana. Non era raro nel sottobosco delle foreste di conifere dell'ecoregione delle foreste miste della Manciuria. Suo habitat principale erano le foreste miste di conifere (Pinus koraiensis, Abies holophylla) e latifoglie decidue (Quercus mongolica, Tilia mandshurica). Negli ultimi decenni, tuttavia, questa pianta è notevolmente diminuita di numero a causa dell'industria del legname, degli incendi e della raccolta delle sue radici a scopo medicinale. Oggi P. ginseng è probabilmente scomparso sia nella Manciuria cinese che nella penisola coreana, ma sopravvive ancora nelle foreste del Territorio del Litorale nell'Estremo Oriente Russo. Sono necessarie misure urgenti per ripristinare questa specie importante dal punto di vista economico e preservare il suo potenziale genetico.

## Fauna
In questa ecoregione abitano quattro specie di mammiferi divenute estremamente rare in Cina: la tigre siberiana (Panthera tigris altaica), lo zibellino (Martes zibellina), il sika (Cervus nippon) e il leopardo (Panthera pardus).
In passato le tigri siberiane (Panthera tigris altaica) erano diffuse dall'Estremo Oriente Russo, attraverso la Manciuria, fino alla parte meridionale della penisola coreana. Nonostante molti esemplari siano stati catturati nella penisola coreana durante i primi decenni del XX secolo, l'ultima cattura di una tigre in Corea del Sud risale al 1922, e oggi la specie è con ogni certezza scomparsa da questo paese. Si ritiene che alcuni esemplari sopravvivano tuttora sui monti Paektusan, nella Corea del Nord. Alcune tigri vivono sui monti Changbai della provincia di Jilin (Cina), nonché nelle foreste settentrionali della provincia dell'Heilongjiang e dell'Oblast' dell'Amur (Estremo Oriente Russo).

## Conservazione

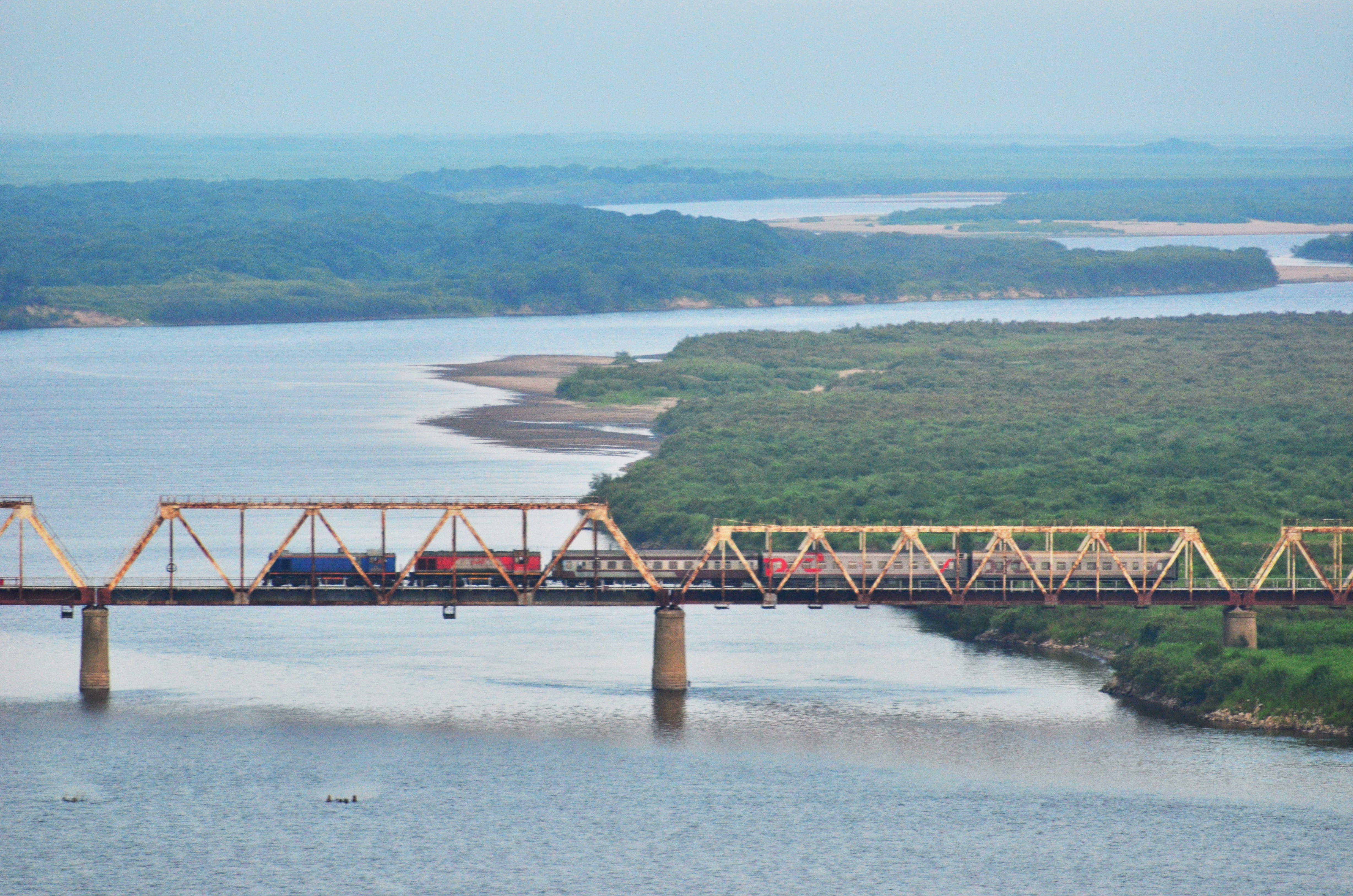
Il Ponte dell’Amicizia tra Russia e Corea del Nord sul fiume Tumen. Sullo sfondo le foreste miste locali

Negli ultimi decenni, l'intenso sfruttamento del legname ha cambiato radicalmente la composizione di gran parte di queste foreste. L'industria del legname, gli incendi e la raccolta incontrollata hanno inoltre ridotto notevolmente il numero delle piante di ginseng, divenuto molto raro o addirittura scomparso da gran parte di questa ecoregione.
Tra le aree protette di questa ecoregione vi sono la riserva naturale nazionale di Baishi Lazi (74 km²) nella provincia di Liaoning e quella di Mudanfeng (195 km²) nella provincia di Heilongjiang; entrambe ospitano foreste primarie ben preservate di Pinus koraiensis e delle specie di latifoglie ad esso associate. Tra i mammiferi qui presenti vi sono lo zibellino, l'orso dal collare (Ursus thibetanus) e la lontra (Lutra lutra). La riserva naturale nazionale di Laotudingzi (152 km²) ospita foreste primarie di tasso (Taxus cuspidata), una specie del sottobosco caratterizzata da un tronco breve e una corteccia finemente tassellata e profumata.
Il geoparco nazionale del lago Jingbo (1200 km²), nella provincia di Heilongjiang, comprende foreste miste formate da alberi di conifere (Pinus densiflora e Larix spp.) e di latifoglie (Acer spp. e Quercus spp.). Nel Jingbo, lago vulcanico, vive un gran numero di pesci, ma l'avifauna della regione non sembra essere particolarmente ricca. Le basse colline circostanti sono disturbate dalle attività umane, ma la loro copertura di arbusti fornisce un habitat favorevole alle tigri. Oltre a poche tigri, il geoparco ospita mammiferi come il leopardo, la lince euroasiatica (Lynx lynx), il mosco siberiano (Moschus moschiferus), il wapiti (Cervus canadensis), il sika (C. nippon) e il goral dalla coda lunga (Naemorhedus caudatus).